# Compagnie des agents de change
 (décembre 2017).
Si vous disposez d'ouvrages ou d'articles de référence ou si vous connaissez des sites web de qualité traitant du thème abordé ici, merci de compléter l'article en donnant les références utiles à sa vérifiabilité et en les liant à la section « Notes et références ».
La compagnie des agents de change (la CAC) regroupe les agents de change, dirigée par un syndic. D'abord présente dans plusieurs villes de France, cette profession aussi ancienne que l'histoire boursière se regroupe ensuite au niveau national. Elle devient en 1988 la Société des bourses françaises (SBF), depuis fusionnée dans Paris Bourse SA puis Euronext puis NYSE Euronext.

## Historique
Les agents de change redeviennent officiers ministériels (après l'avoir été de 1572 à 1720 puis de 1774 à 1791) par un décret du 19 mars 1801, et s'organisent en Compagnie des agents de change dans les grandes villes de France possédant des bourses (Bordeaux, Lille, Lyon, Marseille, Nancy, Nantes, Paris, Toulouse). Ces agents détiennent également le monopole de la négociation des valeurs mobilières.
La compagnie présente les nouveaux agents de change à la nomination du pouvoir exécutif et réglemente la profession. C'est elle qui autorise les poursuites entamées par les agents contre les tiers. Elle gère une caisse commune qui a été créée en 1818 quand, lors d'une grave crise financière, la compagnie s'est vue obligée d'emprunter pour soutenir plusieurs de ses membres.
Ces compagnies des agents de change, par une loi datant du 28 décembre 1966 fusionnent dans la Compagnie nationale des agents de change dépendante du Trésor public.
Le 31 décembre 1987, la compagnie des agents de change crée le CAC 40, acronyme qui reprend son nom (la CAC) et désigne bientôt le type d'organisation du marché dirigé par les ordres et sa vocation, la « Cotation Assistée en Continu ».
Les différentes réglementations de l'histoire boursière, dont celle concernant les agents de change, visent à protéger les entreprises, leurs investisseurs et leurs créanciers contre leurs dirigeants et contre les abus de marché. La réglementation visait aussi à assurer un bon fonctionnement de la Bourse, pour permettre aux entreprises de s'y financer quelle que soit leur taille. Initié dans les années 1980, un mouvement inverse de déréglementation s'est accéléré dans les années 2000 avec la Directive concernant les marchés d'instruments financiers prise par Bruxelles pour autoriser les Systèmes multilatéraux de négociation, des structures boursières entièrement privées, non seulement par leurs capitaux, mais par leurs missions, sans plus d'obligations de transparence.

## Dissolution
Le 22 janvier 1988, une loi (no 88-70) réforme radicalement le système boursier en France. La Compagnie des Agents de Change est dissoute par Xavier Dupont, dernier président de la chambre syndicale de la Compagnie lors de la dernière assemblée générale de la CAC qui a lieu dans le salon d'honneur au 2ème étage du palais Brongniart et laisse place à la Société des Bourses Françaises (SBF) prenant la forme d'une société anonyme. Les sociétés de bourses sont désormais les seules chargées de négocier les valeurs mobilières admises aux négociations par le conseil des bourses de valeurs. Les biens et les obligations de la Compagnie nationale des agents de change sont transférés à une institution financière constituée entre les sociétés de bourses, et qui remet à chacun des membres de la Compagnie nationale ses propres actions au prorata des droits qu’ils ont acquis dans les réserves de celle-ci.
En 2004, la SBF devenue Paris Bourse SA. entre-temps devient une filiale française de la société de bourse de Paris (Euronext Paris), puis de NYSE Euronext le 4 avril 2007 à la suite de la fusion avec le New York Stock Exchange.